# Denis Héroux
Pour les articles homonymes, voir Héroux.
Denis Héroux (Montréal, 15 juillet 1940 - Montréal, 10 décembre 2015) est un producteur, réalisateur, scénariste et monteur québécois, récipiendaire de l'Ordre du Mérite et de l'Ordre du Canada.
Les films qu'il a produits ont régulièrement été nommés à l'occasion de festivals prestigieux et ont remporté un très grand nombre de prix (Oscars, Golden Globes, Saturn Awards, César...).

## Biographie
Denis Héroux est devenu cinéaste alors qu'il était encore étudiant en histoire et en littérature à l'Université de Montréal : il avait convaincu l'association étudiante de lui confier la réalisation d'un film qui remplacerait la traditionnelle revue humoristique de fin d'année, et qui brosserait un tableau ironique de la vie étudiante. Avec ses camarades Stéphane Venne et Denys Arcand, il se lance dans la réalisation du long métrage Seul ou avec d'autres (1962), entraînant dans l'aventure trois étoiles montantes de l'Office national du film : Michel Brault, Gilles Groulx et Marcel Carrière. L'année suivante, dans des circonstances similaires, il scénarise, avec l'aide d'Arcand, de Groulx et d'autres amis, le long métrage Jusqu'au cou qu'il réalise seul, cette fois, avec le concours des techniciens de l'ONF.

### Le réalisateur
En attendant de pouvoir gagner sa vie comme cinéaste, privilège rare à l'époque, Denis Héroux enseigne l'histoire au collège Sainte-Marie à Montréal, poste qu'il conservera jusqu'en 1969 tout en collaborant comme producteur chez Onyx Films. En 1965, il réalise, en coscénarisation avec Noël Vallerand, Pas de vacances pour les idoles, une comédie grand public produite par Joseph-Alexandre DeSève, patron tout-puissant de Télé-Métropole et de France-Film. Après quelques documentaires, il réalise en 1969 un film à scandale qui met en scène les tribulations érotiques d'une orpheline élevée par des religieuses et qui devient prostituée à la ville : c'est Valérie, interprétée par une inconnue, Danielle Ouimet. Ce film, d'une licence jamais offerte au grand public de l'époque, donne le ton à ses films suivants : L'initiation (1970), L'amour humain (1970) et 7 fois… (par jour) (1971), longs métrages où la nouvelle liberté héritée de la Révolution tranquille sert de prétexte à l'exploitation de l'érotisme. Avec son frère Claude Héroux, qui produit la majorité de ses films, Denis Héroux est lancé.

### Un cinéaste aux ambitions internationales
Aspirant à une carrière internationale, Denis Héroux entraîne le cinéma québécois hors de ses frontières, un pas qu'il a déjà franchi avec 7 fois… (par jour), coproduction tournée en Israël. À la fin de 1970, Héroux fonde l'International Cinema Corporation avec John Kemeny, qui se spécialise dans le financement international du cinéma. Héroux et Kemeny seront nommés les "héros du cinéma canadien" par le célèbre magazine Variety. Il coproduit des films de Claude Chabrol (Violette Nozière, 1978, The Blood of Others, 1984), de Louis Malle (Atlantic City, 1980), de Jean-Jacques Annaud (La guerre du feu, 1981). En 1981, avec sa femme Justine Héroux, il crée la plus grande production québécoise de l'époque : Les Plouffe, produit avec un budget de plus de cinq millions de dollars, et qui sera distribué dans plus de 35 pays. La même année, Denis Héroux sera membre du jury au Festival international du film de Berlin.

### Héroux, partout
Très impliqué dans l'industrie cinématographique canadienne, Denis Héroux est membre du conseil d'administration du Festival des films du monde de Montréal (FFM) et du Comité d'étude de la politique culturelle fédérale à l'origine du rapport Applebaum-Hébert. En 1985, il crée Alliance Entertainement Corporation, aujourd'hui Alliance-Vivafilm, en association avec le Torontois Robert Lantos. Cinq ans plus tard, il s'associe avec la société Astral Bellevue Pathé et développe de nouvelles coproductions avec l'Europe. Enfin, Denis Héroux devient professeur invité à l'Université de Montréal entre 2007 et 2013, où il enseigna, entre autres, les différentes facettes du métier de producteur ainsi que la production au Québec de manière plus générale. En 2007 toujours, il fonde, avec André Gaudreault, l'Observatoire du cinéma au Québec, un carrefour universitaire qui vise à encourager les échanges et les partenariats entre les intervenants issus de la pratique du cinéma au Québec et ceux qui se consacrent à l'étude du cinéma, tout en favorisant l'avenir de la relève.

## Filmographie

### comme producteur
- 1971 : 7 fois... par jour de Denis Héroux
- 1974 : C'est jeune et ça sait tout! de Claude Mulot
- 1976 : La Petite Fille au bout du chemin (The Little Girl Who Lives Down the Lane) de Nicolas Gessner
- 1978 : Les Liens de sang de Claude Chabrol
- 1978 : Tomorrow Never Comes de Peter Collinson
- 1978 : Violette Nozière de Claude Chabrol
- 1979 : L'Homme en colère de Claude Pinoteau
- 1979 : À nous deux de Claude Lelouch
- 1980 : Atlantic City de Louis Malle
- 1981 : Il était une fois des gens heureux... Les Plouffe (Les Plouffe) de Gilles Carle
- 1981 : La Guerre du feu de Jean-Jacques Annaud
- 1984 : Louisiane (Louisiana) (TV) de Philippe de Broca
- 1984 : Le Sang des autres de Claude Chabrol
- 1984 : Le Crime d'Ovide Plouffe de Denys Arcand
- 1984 : Un printemps sous la neige (The Bay Boy) de Daniel Petrie
- 1985 : Jayce et les Conquérants de la lumière (Jayce and the Wheeled Warriors) (série TV - animation) de Bruno Bianchi, Bernard Deyriès et William R. Kowalchuk Jr.
- 1986 : Sword of Gideon (TV) de Michael Anderson
- 1986 : The Park Is Mine (TV) de Steven Hilliard Stern
- 1987 : Contrôle (Il Giorno prima) de Giuliano Montaldo
- 1991 : Black Robe de Bruce Beresford
- 1991 : Force de frappe (Counterstrike) (série TV) de Mario Azzopardi, Robin Davis et George Mendeluk
- 1998 : La Guerre de l'eau (TV) de Pascal Chaumeil et Marc F. Voizard
- 2000 : Société secrète (Secret Society) d'Imogen Kimmel

### comme réalisateur
- 1962 : Seul ou avec d'autres (en), coréalisé avec Denys Arcand
- 1964 : Jusqu'au cou
- 1965 : Pas de vacances pour les idoles
- 1969 : Tendre et sensuelle Valérie (Valérie)
- 1970 : L'Initiation
- 1970 : L'Amour humain
- 1971 : Sept fois par jour
- 1972 : Un enfant comme les autres
- 1972 : Quelques arpents de neige
- 1973 : J'ai mon voyage ! (Quand c'est parti, c'est parti)
- 1973 : Y'a toujours moyen de moyenner!
- 1974 : Strikebreaker
- 1975 : Jacques Brel Is Alive and Well and Living in Paris
- 1975 : Pousse mais pousse égal
- 1976 : Né pour l'enfer (Die Hinrichtung)
- 1977 : Les Chats du diable (The Uncanny)

### comme scénariste
- 1976 : Né pour l'enfer (Born for Hell)
- 1996 : Chercheurs d'or (feuilleton TV)

### comme monteur
- 1995 : Eye of the Wolf

## Récompenses et distinctions

### Récompenses
- Seul ou avec d'autres :
  - 1963 Représente le Canada lors de la Semaine de la critique à Cannes
- La petite fille au bout du chemin :
  - 1978 : Saturn Award du Meilleur film d'horreur
  - 1978 : Saturn Award de la Meilleure actrice : Jodie Foster
- Tomorrow Never Comes : 
  - 1978 : Nommé au Prix d'or du Festival international du film de Moscou
- Violette Nozière :
  - 1978 : Prix d'interprétation féminine au Festival de Cannes : Isabelle Huppert
  - 1979 : Nommé au César de la Meilleure actrice : Isabelle Huppert
  - 1979 : Nommé au César du Meilleur décor : Jacques Brizzio
  - 1979 : Nommé au César de la Meilleure musique écrite pour un film : Pierre Jansen
  - 1979 : César de la Meilleure actrice dans un second rôle : Stéphane Audran
- Les Plouffe : 
  - 1981 Prix international de la Presse au Festival des films du monde de Montréal
  - 1982 Prix L.-E.-Ouimet-Molson
  - 1982 Prix Génie pour la meilleure réalisation : Gilles Carle
  - 1982 Prix Génie pour le meilleur scénario adaptant un œuvre originale d’un autre média : Gilles Carle et Roger Lemelin
  - 1982 Prix Génie de la meilleure actrice dans un rôle de soutien : Denise Filiatrault
  - 1982 Prix Génie de la meilleure direction artistique : William McCrow
  - 1982 Prix Génie de la meilleure musique : Stéphane Venne et Claude Denjean
  - 1982 Prix Génie de la meilleure chanson : Stéphane Venne (pour "Il était une fois des gens heureux", interprétée par Nicole Martin)
  - 1982 Prix Génie du meilleur dessin de costumes : Nicole Pelletier
- Atlantic City :
  - 1980 Lion d'or à la Mostra de Venise
  - 1981 Nommé au César du Meilleur scénario original ou adaptation : John Guare
  - 1981 Nommé au César de la Meilleure musique écrite pour un film : Michel Legrand
  - 1982 BAFTA du meilleur acteur : Burt Lancaster
  - 1982 BAFTA du meilleur réalisateur : Louis Malle
  - 1982 Nommé au Golden Globe du Meilleur acteur dans un drame : Burt Lancaster
  - 1982 Nommé au Golden Globe du Meilleur réalisateur : Louis Malle
  - 1982 Nommé au Golden Globe du Meilleur film en langue étrangère
  - 1982 Nommé à l'Oscar du Meilleur film : Denis Héroux, John Kemeny
  - 1982 Nommé à l'Oscar du Meilleur réalisateur : Louis Malle
  - 1982 Nommé à l'Oscar du Meilleur acteur : Burt Lancaster
  - 1982 Nommé à l'Oscar de la Meilleure actrice : Susan Sarandon
- La Guerre du feu :
  - 1982 César du Meilleur film
  - 1982 César du Meilleur réalisateur : Jean-Jacques Annaud
  - 1982 César du Meilleur producteur : Denis Héroux
  - 1982 Nommé au César du Meilleur scénario, dialogue ou adaptation : Gérard Brach
  - 1982 Nommé au César de la Meilleure musique : Philippe Sarde
  - 1982 Nommé au César de la Meilleure photographie : Claude Agostini
  - 1982 Nommé au César des Meilleurs décors : Brian Morris
  - 1983 Oscar du Meilleur Maquillage : Sarah Monzani et Michèle Burke
  - 1983 Nommé au Golden Globe du Meilleur film étranger
  - 1983 BAFTA du Meilleur maquillage : Sarah Monzani, Michèle Burke et Christopher Tucker
  - 1983 Saturn Award du Meilleur film étranger
  - 1983 Prix Génie de la Meilleure actrice : Rae Dawn Chong
  - 1983 Prix Génie des Meilleurs costumes : John Hay
  - 1983 Prix Génie du Meilleur montage : Yves Langlois
  - 1983 Prix Génie du Meilleur montage son : Martin Ashbee, Kenneth Heeley-Ray, Kevin Ward et David Evans
  - 1983 Prix Génie du Meilleur design sonore : Don White, Kenneth Heeley-Ray, Joe Grimaldi, Claude Hazanavicius et Austin Grimaldi
  - 1983 Nommé au Prix Génie du Meilleur film : Denis Héroux et John Kemeny
  - 1983 Nommé au Prix Génie du Meilleur acteur étranger : Ron Perlman
- Le crime d'Ovide Plouffe : 
  - 1985 Prix Génie du Meilleur acteur dans un rôle principal : Gabriel Arcand
- Le matou :
  - 1985 Gémeaux de la meilleure réalisation
  - 1985 Prix du jury au Festival des Films du Monde
  - 1985 Grand prix du public La Laurentienne au Festival international du film de Québec
  - 1986 Nommé au Prix Génie du Meilleur film
  - 1986 Prix Génie de la Meilleure musique
- The Bay Boy :
  - 1985 Prix Génie du Meilleur film
  - 1985 Nommé Meilleure coproduction de l'année par les ministères de la Culture de la France et du Québec
- Robe noire :
  - 1991 Prix Génie du Meilleur film
- Secret Society :
  - 2001 Prix du Meilleur long métrage de fiction au Créteil International Women's Film Festival
  - 2001 Nommé au Emden International Film Festival

### Distinctions
- 1981 - Membre de l'Ordre du Mérite
- 1982 - Lauréat du Prix du mérite de l'Université de Montréal
- 1984 - Récipiendaire de l'Ordre du Canada
- 2011 - Lauréat du prix Hall of Fame de la revue Playback
- 2012 - Hommage au Festival du Film de l'Outaouais pour l'ensemble de sa carrière, lauréat du Totem d'or.